# NGC 7491
NGC 7491 est une galaxie spirale située dans la constellation du Verseau. Sa vitesse par rapport au fond diffus cosmologique est de 5 860 ± 26 km/s, ce qui correspond à une distance de Hubble de 86,4 ± 6,1 Mpc (∼282 millions d'al). NGC 7491 a été découverte par l'astronome français Édouard Stephan en 1881.
NGC 7491 présente une large raie HI. Selon la base de données Simbad, NGC 7491 est une galaxie de Seyfert de type 2.
À ce jour, trois mesures non basées sur le décalage vers le rouge (redshift) donnent une distance de 94,900 ± 3,651 Mpc (∼310 millions d'al), ce qui est tout juste à l'extérieur des valeurs de la distance de Hubble. Notons que c'est avec la valeur moyenne des mesures indépendantes, lorsqu'elles existent, que la base de données NASA/IPAC calcule le diamètre d'une galaxie et qu'en conséquence le diamètre de NGC 7491 pourrait être d'environ 21,6 kpc (∼70 500 al) si on utilisait la distance de Hubble pour le calculer.